# Südtiroler Heimatbund
Der Südtiroler Heimatbund (SHB) versteht sich als eine Vereinigung der Südtiroler Aktivisten, wie etwa jene des Befreiungsausschusses Südtirol, die in den 1950er und 1960er Jahren bis zur Umsetzung des Südtirol-Pakets in Italien wegen politisch motivierter Straftaten und Terroraktionen verurteilt wurden.

## Zielsetzungen
Ziel des Südtiroler Heimatbundes ist die Durchsetzung der Wiedervereinigung von Südtirol mit dem zur Republik Österreich gehörenden Ost- und Nordtirol, von dem es seit 1919 staatsrechtlich getrennt ist. Die angestrebte Wiedervereinigung soll entweder durch einen Volksentscheid oder durch schrittweisen Vollzug verwirklicht werden. Der SHB bezeichnet sein Engagement als Freiheitskampf.
Der SHB sieht den Weg zur Erreichung dieser Ziele in der Anwendung von friedlichen Mitteln im Allgemeinen und des durch internationale Verträge auch von Italien und Österreich anerkannten Rechtes auf Selbstbestimmung im Besonderen. Der SHB unterstützt in gleicher Weise das Selbstbestimmungsrecht der ladinischen Volksgruppe. Der SHB setzt sich für die sozialen Belange der ehemaligen politischen Häftlinge, von ihm als Freiheitskämpfer bezeichnet, und für deren juridische Rehabilitierung ein und hat dem Thema unter den Bozner Lauben eine Dauerausstellung unter dem Titel BAS – Opfer für die Freiheit gewidmet. Diese wurde als „inhaltlich apologetische, den Opfermythos strapazierende Darstellung des Südtirol-Terrorismus“ kritisiert.

## Geschichte
Die Gründung des SHB im Jahr 1974 wurde vom deutschnationalen österreichischen Politiker Otto Scrinzi maßgeblich unterstützt. Mit einer Programmrede Scrinzis trat der SHB im Frühjahr 1983 bei den Parlamentswahlen an, ohne allerdings ein Mandat zu erlangen; im Herbst desselben Jahres erreichte er bei den Landtagswahlen mit Eva Klotz ein Vollmandat. 1989 gründete der SHB zusammen mit dem Landtagsabgeordneten der Partei der Unabhängigen (PDU), Gerold Meraner, und mit dem von der Südtiroler Volkspartei (SVP) abgesprungenen Abgeordneten Alfons Benedikter die Union für Südtirol.
Der SHB organisiert zusammen mit dem Südtiroler Schützenbund eine jährlich am 8. Dezember stattfindende Gedenkfeier in St. Pauls für Sepp Kerschbaumer, Luis Amplatz und andere.
Von der Gründung am 9. Februar 1974 bis 1990 war Hans Stieler Obmann des SHB, von 1990 bis 2011 Sepp Mitterhofer, der bis zu seinem Tod 2021 das Amt des Ehrenobmanns bekleidete. Seit 2011 ist Roland Lang Obmann des SHB. Der SHB hat einen Bundesausschuss und eine Bundesleitung und in jedem Bezirk Südtirols einen Bezirksvertreter. Pressesprecher des SHB ist seit 2016 Hartmuth Staffler.
Politisch vertritt seit 2007 besonders die vom SHB mitbegründete und personell mit diesem verflochtene Süd-Tiroler Freiheit die Zielsetzung des Bundes, der daher auch als „ein siamesischer Zwilling der Süd-Tiroler Freiheit“ gilt. Außerdem sucht der SHB die Zusammenarbeit mit allen Parteien, Gruppierungen und Vereinigungen Südtirols und jenen der Republik Österreich, die sich mit legalen Mitteln für die Selbstbestimmung Südtirols einsetzen.
Der SHB arbeitet auch in der überparteilichen Arbeitsgruppe für Selbstbestimmung (AGS) mit.

## Kooperationen
Der Südtiroler Heimatbund kooperiert mit dem als rechtsextrem geltenden Buchdienst Südtirol E. Kienesberger in Nürnberg.
Seit 2011 gibt es sehr enge Kontakte zur Vereinigung Bepin Segato in Zanè und zur Kulturvereinigung Raixe Venete in Fossò.
Der Südtiroler Heimatbund arbeitet auch mit dem Andreas-Hofer-Bund Tirol zusammen, mit dem zusammen er 2017 und 2019 vom früheren NPD-Aktivisten Helmut Golowitsch verfasste Publikationen zur Südtirolfrage vorstellte.
Im Jahr 2021 hat der SHB gemeinsam mit dem Andreas-Hofer-Bund Tirol dem 1921 in Bozen von den italienischen Faschisten ermordeten Marlinger Lehrer Franz Innerhofer an der Landesgedächtnisstätte Tummelplatz in Amras bei Innsbruck einen Gedenkstein gewidmet, der ihn als „Blutzeugen für das deutsche Südtirol“ bezeichnet. Es waren aktuelle und ehemalige Abgeordnete des Südtiroler Landtags, eine Abordnung der Tiroler Schützen und einige Gemeinderäte anwesend.

## Positionen und Kontroversen
In der Frühphase des SHB bestanden Verbindungen mit der rechten Szene in Deutschland, wie beispielsweise jene zum 1981–1988 in Passau verliehenen „Andreas-Hofer-Preis“ oder der 1973 in Nürnberg gegründeten „Kameradschaft der ehemaligen Südtiroler Freiheitskämpfer“, zu denen auch Peter Kienesberger und Erhard Hartung gehörten. Beide waren bei der Gründung des „Buchdienstes Südtirol“ aktiv, in der völkische und rechte Autoren publizieren konnten. 1981 lancierte der SHB einen Aufruf mit völkischer Diktion gegen Mischehen und die damit verbundene Zersetzung des Volkskörpers.
Anlässlich der Fußball-Europameisterschaft 2016 brachte der Südtiroler Heimatbund einen Aufkleber mit dem Text „Möge der Bessere gewinnen, nur Italien nicht“ in Umlauf; diese Initiative wurde wegen ihrer offenkundigen Unsportlichkeit und ihres antiitalienischen Ressentiments kritisiert.
Im November 2018, anlässlich des hundertjährigen Gedenkens an das Ende des Ersten Weltkriegs, was zur Teilung Tirols führte, platzierte der Heimatbund eine überdimensionale Dornenkrone im Park des Bozner Siegesdenkmals. Die Protestaktion wurde einerseits befürwortet, andererseits als „Amoklauf des Geschichtsrevisionismus“ bezeichnet.
2018 stilisierte der SHB ein ehemaliges faschistisches Internierungslager in Blumau für Kriegsgefangene der alliierten Streitkräfte unzulässiger Weise zum Konzentrationslager.